# Repichnia

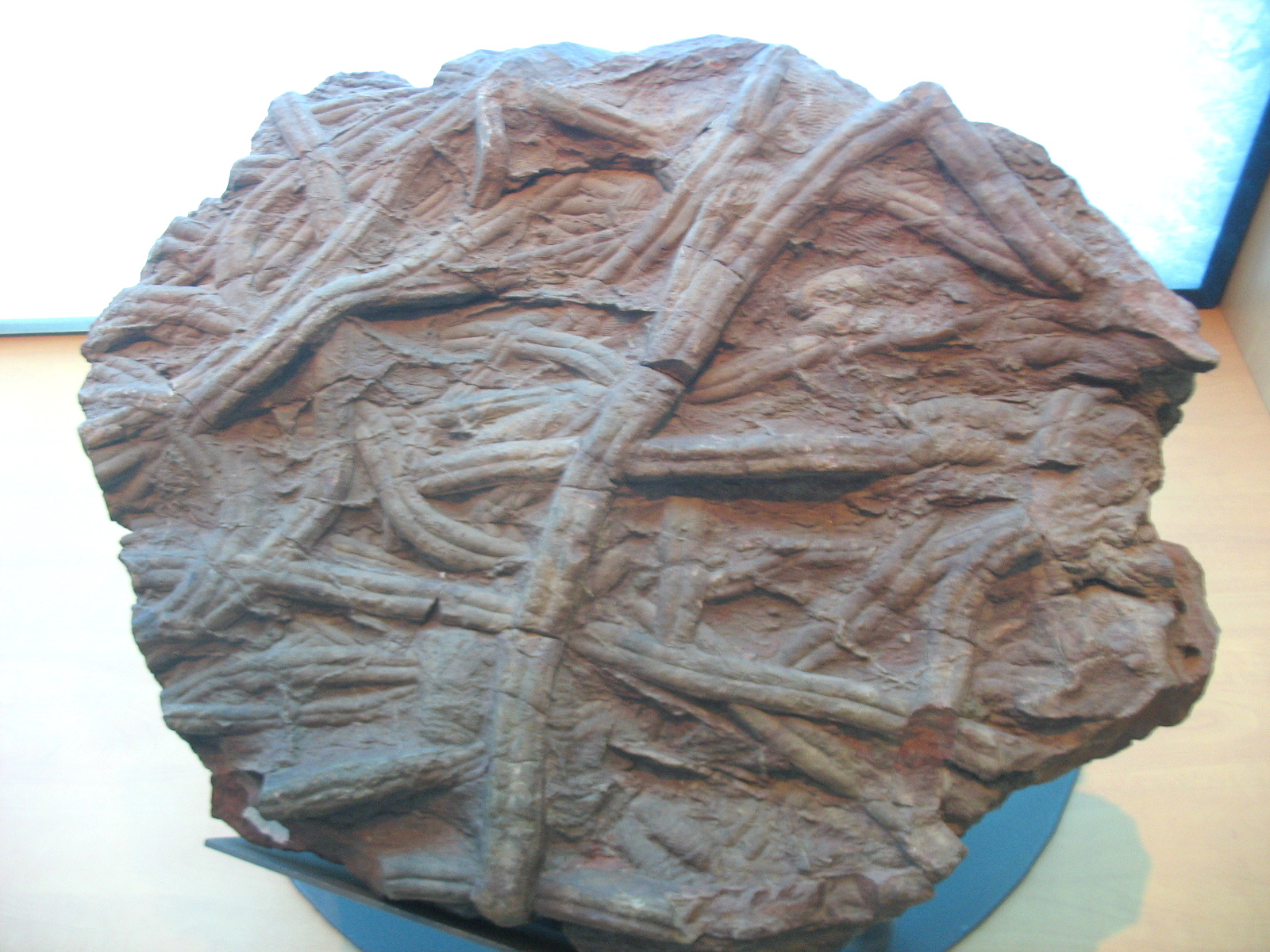
Reperto con Cruziana, traccia di locomozione attribuita ai trilobiti

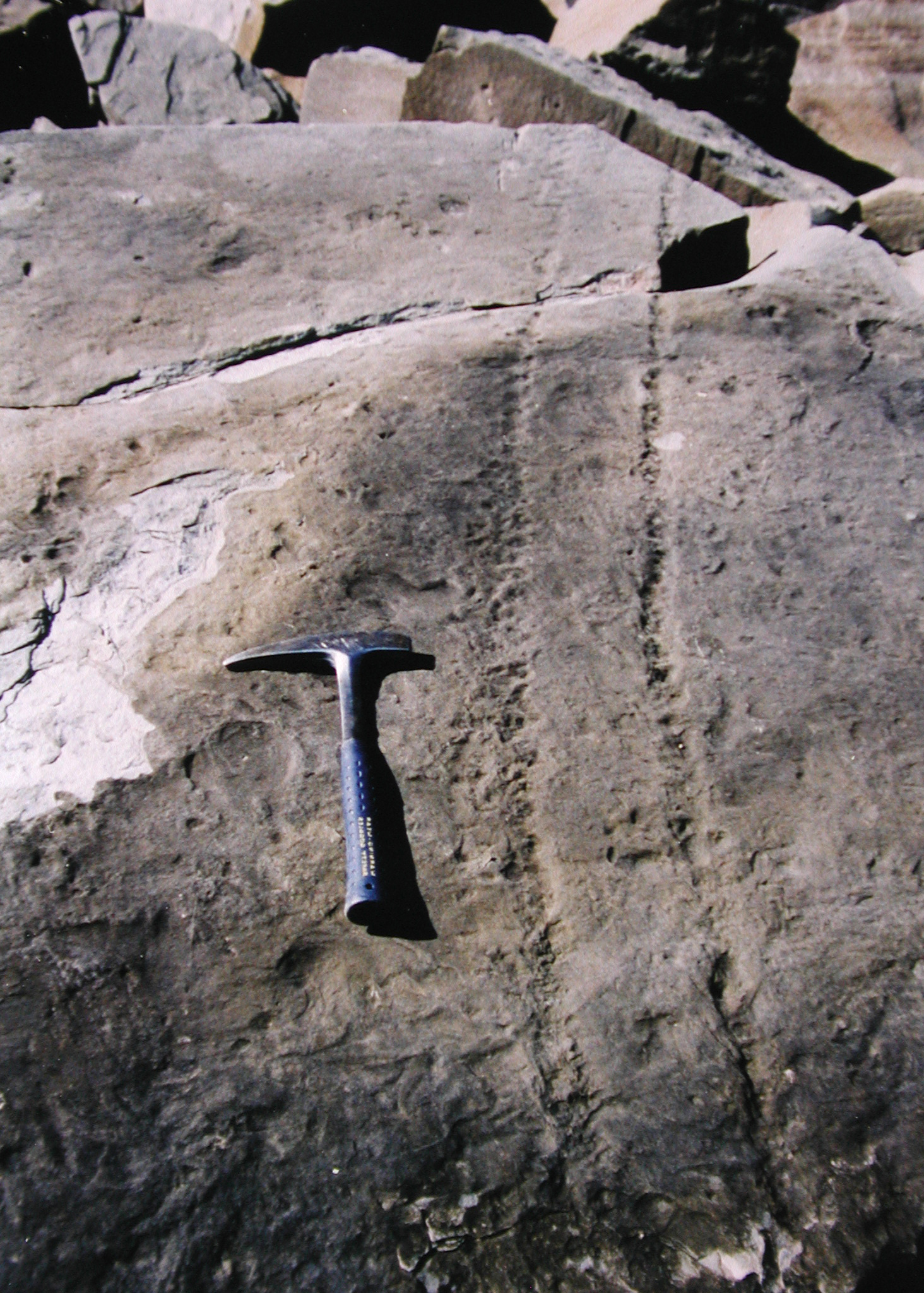
Diplichnites, di età carbonifera, probabilmente prodotta da un animale simile ad un grande millepiede

Le repichnia sono tracce fossili, che consistono in impronte, sentieri o tane prodotte da animali vagili sul fondo del mare, o in subordine sul fondo di laghi o alvei fluviali, dovuti alla loro locomozione diretta, invece che altri tipi di movimenti aventi altre finalità.
Apparentemente gli organismi che producevano tali tracce si muovevano usando le appendici come nel caso degli artropodi, questi icnofossili si trovano sulle superficie di rocce sedimentarie e si sono conservate in ambienti acquatici caratterizzati da bassa energia meccanica.
Molte volte i movimenti di alcuni animali possono corrispondere allo stesso animale anche se le tracce sono differenti, questo genere di fossili può preservare anche tracce di coproliti dato che gli animali in questioni si nutrivano durante il cammino.
Alcuni esempi di questi fossili sono:
- Diplichnites;
- Cruziana;
- Protichnites